# Andreas Teichmann (Fotograf)
Andreas Teichmann (* 1970) ist ein deutscher Fotograf.
Nach seinem Studium an der Folkwangschule in Essen ist Andreas Teichmann seit 1996 Mitglied von laif Agentur für Fotos und Reportagen (Sitz in Köln). Er ist durch Fotobeiträge in namhaften Magazinen (GEO, Der Spiegel, Stern) einschlägig bekannt geworden und lebt mit seiner Familie in Essen (Stand 2022).

## Auszeichnungen (Auswahl)
- 1997 Gewinner des Agfa International Price for young Photojournalism: Teutonia
- 1998 Teilnahme an der Worldpress Master Class, Project Food
- 2006 Hasselblad Master 2006
- 2006 PDN | Nikon Selfpromotion Award
- 2008 1st Place in der Kategorie wildlife/pets für die Renntauben-Serie bei den LUCIE Awards International Photography Awards 2008
- 2008 Winner PDN Faces Award 2008
- 2013 Red Dot Award: Communication Design 2013 Fotobuch: ich bin ich
- 2018 F.Victor Rolff-Stiftung, Projektförderung für Kunstausstellung: Durch Deutschland
- 2020 Stiftung Kulturwerk Bild-Kunst, Bonn - Projektförderung: Der Mensch bleibt ein soziales Wesen